# 南加賀屋
南加賀屋（みなみかがや）は、大阪府大阪市住之江区にある町名。現行行政地名は南加賀屋一丁目から南加賀屋四丁目。

## 地理
住之江区の南東部に位置し、東に御崎、西の南側に新北島、北側に泉、北に西加賀屋と接している。

## 河川
- 大和川
  - 阪堺大橋

## 歴史

### 沿革
- 1974年（昭和49年）、大阪市住吉区南加賀屋町1 - 3丁目・南加賀屋町の各一部より、住之江区南加賀屋1 - 4丁目成立[5]。

## 世帯数と人口
2024年（令和6年）9月30日現在（大阪市発表）の世帯数と人口は以下の通りである。
| 丁目                   | 世帯数    | 人口    |
| ---------------------- | --------- | ------- |
| 南加賀屋一丁目・二丁目 | 618世帯   | 1,145人 |
| 南加賀屋三丁目         | 432世帯   | 601人   |
| 南加賀屋四丁目         | 1,133世帯 | 2,249人 |
| 計                     | 2,183世帯 | 3,995人 |

### 人口の変遷
国勢調査による人口の推移。
| 1995年（平成7年）  | 3,949人 | [ 6 ]  |  |
| 2000年（平成12年） | 3,817人 | [ 7 ]  |  |
| 2005年（平成17年） | 3,679人 | [ 8 ]  |  |
| 2010年（平成22年） | 4,097人 | [ 9 ]  |  |
| 2015年（平成27年） | 4,062人 | [ 10 ] |  |
| 2020年（令和2年）  | 4,069人 | [ 11 ] |  |

### 世帯数の変遷
国勢調査による世帯数の推移。
| 1995年（平成7年）  | 1,499世帯 | [ 6 ]  |  |
| 2000年（平成12年） | 1,549世帯 | [ 7 ]  |  |
| 2005年（平成17年） | 1,506世帯 | [ 8 ]  |  |
| 2010年（平成22年） | 1,684世帯 | [ 9 ]  |  |
| 2015年（平成27年） | 1,784世帯 | [ 10 ] |  |
| 2020年（令和2年）  | 1,948世帯 | [ 11 ] |  |

## 学区
市立小・中学校に通う場合、学区は以下の通りとなる。なお、小学校・中学校入学時に学校選択制度を導入しており、通学区域以外に住之江区にある小学校（自宅から概ね2km以内、学校の中心から距離で1.5km以内）・中学校から選択することも可能。
| 丁目           | 番   | 小学校               | 中学校               |
| -------------- | ---- | -------------------- | -------------------- |
| 南加賀屋一丁目 | 全域 | 大阪市立住之江小学校 | 大阪市立真住中学校   |
| 南加賀屋二丁目 | 全域 | 大阪市立清江小学校   | 大阪市立真住中学校   |
| 南加賀屋三丁目 | 全域 | 大阪市立敷津浦小学校 | 大阪市立住之江中学校 |
| 南加賀屋四丁目 | 全域 | 大阪市立敷津浦小学校 | 大阪市立住之江中学校 |

## 事業所
2021年（令和3年）現在の経済センサス調査による事業所数と従業員数は以下の通りである。
| 丁目                   | 事業所数  | 従業員数 |
| ---------------------- | --------- | -------- |
| 南加賀屋一丁目・二丁目 | 66事業所  | 571人    |
| 南加賀屋三丁目         | 50事業所  | 631人    |
| 南加賀屋四丁目         | 54事業所  | 529人    |
| 計                     | 170事業所 | 1,731人  |

## 交通

### バス
- 大阪シティバス[15]
  - 3・25号系統：地下鉄住之江公園 - 南加賀屋四丁目
  - 4・15・48号系統：地下鉄住之江公園
  - 89号系統：地下鉄住之江公園 - 南加賀屋
- 南海バス[16]
  - 61・62・71・91系統：住之江公園駅前

### 道路
- 大阪府道29号大阪臨海線
- 大阪府道42号住吉八尾線
- 大和川通

## 施設
- 住之江公園
- 南加賀屋公園
- 南加賀屋西公園
- 大阪護國神社
- 高崎神社
- 住之江警察署南加賀屋交番
- 住之江南加賀屋郵便局[17]
- 旧加賀屋新田会所[18]

## その他

### 日本郵便
- 〒559-0015[3]（集配局：住之江郵便局[19]）